# Jozef Blaho
Jozef Blaho (* 1. května 1965) je bývalý slovenský fotbalista, záložník.

## Fotbalová kariéra
V československé lize hrál za Plastiku Nitra. V československé lize nastoupil ve 88 utkáních a dal 7 gólů. V Poháru UEFA nastoupil v sezóně 1989/90 za Nitru ve 2 utkáních proti 1. FC Köln. Ve slovenské lize nastoupil v 5 utkáních.

## Ligová bilance
| Ročník                                   | Zápasy | Góly | Klub           |
| ---------------------------------------- | ------ | ---- | -------------- |
| 1. československá fotbalová liga 1988/89 | 19     | 1    | Plastika Nitra |
| 1. československá fotbalová liga 1989/90 | 28     | 4    | Plastika Nitra |
| 1. československá fotbalová liga 1990/91 | 27     | 2    | Plastika Nitra |
| 1. československá fotbalová liga 1992/93 | 14     | 0    | FC Nitra       |
| Corgoň liga 1993/94                      | 5      | 1    | FC Nitra       |
| LIGA CELKEM                              | 93     | 8    |                |